# عمارت امجدالاشراف
این عمارت از بناهای معروف دوره قاجار است که توسط میرابوطالب تاجر اصفهانی در دوره امان الله خان اردلان اردلان حاکم کردستان ساخته شده است و در خیابان صلاح الدین ایوبی شهر سنندج بنا به دعوت امان الله خان از اصفهان به کردستان آمده است. این بنا دارای حیاط سنگ فرش شده حوض، حمانم، تالار و حسینیه است. حسینیه که از جالب‌ترین قسمت‌های بنا است، کاشی کاری‌های بی نظیر و ظریف، نقاشی‌ها و گچ بری‌های زیبایی بر روی دیوارها دارد. تمام تزیینات بنا به دست استادکاران اصفهانی طراحی و اجرا شده اند. مصالح به کار رفته در بنا شامل گچ، آجر و آهک و ملات ساروج و کاه گل است که قسمتی از گچ و آهک مصرفی را از اصفهان آورده اند. سیستم آب رسانی عمارت از طریق قنات و تنبوشه‌های سفالی است.